# 稲葉町 (愛西市)
稲葉町（いなばちょう）は、愛知県愛西市にある地名。字が8ある。

## 地理
旧佐屋町域北部。

### 字一覧
（五十音順・読みはYahoo!地図による）
- 江頭（えがしら）
- 北出（きたで）
- 米野（こめの）
- 三四田（さんしだ）
- 高附（たかつき）
- 本郷（ほんごう）
- 前南（まえみなみ）
- 村南（むらみなみ）

### 河川
- 善太川

## 歴史

### 沿革
- 戦国時代 - 尾張国海東郡の村として名が見られる[6]。
- 江戸時代 - 尾張国海東郡の尾張藩領佐屋代官所支配の稲葉村として所在[6]。
- 1876年（明治9年） - 伊勢暴動により、稲葉学校焼失[6]。
- 1878年（明治11年） - 落合新田の一部を合併[6]。
- 1889年（明治22年） - 八幡村大字稲葉となる[6]。
- 1893年（明治26年） - 稲葉学校設置[6]。
- 1899年（明治32年） - 駐在所設置[6]。
- 1906年（明治39年） - 佐屋村大字稲葉となる[6]。
- 1955年（昭和30年） - 佐屋町大字稲葉となる[6]。
- 1970年（昭和45年） - 一部が佐屋町大字金棒となる[6]。
- 2005年（平成17年）4月1日 - 愛西市稲葉町となる。

## 世帯数と人口
2019年（令和元年）5月1日現在の世帯数と人口は以下の通りである。
| 町丁   | 世帯数  | 人口    |
| ------ | ------- | ------- |
| 稲葉町 | 435世帯 | 1,333人 |

### 人口の変遷
国勢調査による人口の推移
| 2005年（平成17年） | 1,178人 | [ 7 ] |  |
| 2010年（平成22年） | 1,206人 | [ 8 ] |  |
| 2015年（平成27年） | 1,263人 | [ 9 ] |  |

## 小・中学校の学区
市立小・中学校に通う場合、学区は以下の通りとなる。
| 番・番地等 | 小学校             | 中学校             |
| ---------- | ------------------ | ------------------ |
| 全域       | 愛西市立佐屋小学校 | 愛西市立佐屋中学校 |

## 交通

### バス
- 愛西市巡回バス（2020年4月1日現在）[11]

|    | 停留所名   | 座標                                  | ルート                         |
| -- | ---------- | ------------------------------------- | ------------------------------ |
| 1  | 愛西市役所 | 北緯35度9分10.4秒 東経136度43分42.8秒 | 佐屋西、佐屋中央、佐屋東、立田 |
| 55 | 稲葉       | 北緯35度9分12秒 東経136度43分55.2秒   | 佐屋東                         |

### 道路
- 愛知県道105号富島津島線

## 施設
- 愛西市役所（旧佐屋町役場）
- 愛西市文化会館
- 愛西市佐屋スポーツセンター
- 曹洞宗玉泉寺
- 真宗大谷派西光寺
- 浄土宗大法寺
- 東海別院不動寺
- 安清院

## その他

### 日本郵便
- 郵便番号 : 496-0907[3]（集配局：津島郵便局[12]）。